# Saint-Cyr-du-Ronceray
Saint-Cyr-du-Ronceray is een plaats en voormalige gemeente in het Franse departement Calvados in de regio Normandië en telt 678 inwoners (2005).
Op 1 januari 2016 is Saint-Cyr-du-Ronceray gefuseerd met La Chapelle-Yvon, Saint-Julien-de-Mailloc, Saint-Pierre-de-Mailloc en Tordouet tot de huidige gemeente Valorbiquet. Deze gemeente maakt deel uit van het arrondissement Lisieux.

## Geografie
De oppervlakte van Saint-Cyr-du-Ronceray bedraagt 4,0 km², de bevolkingsdichtheid is 169,5 inwoners per km².
De onderstaande kaart toont de ligging van Saint-Cyr-du-Ronceray met de belangrijkste infrastructuur en aangrenzende gemeenten.

## Demografie
Onderstaande figuur toont het verloop van het inwonertal (bron: INSEE-tellingen).
Vanwege een beveiligingsprobleem met de MediaWiki Graph-software is het momenteel niet mogelijk deze grafiek weer te geven. Zodra de software is bijgewerkt zal de grafiek vanzelf weer zichtbaar worden.